# Menteroda

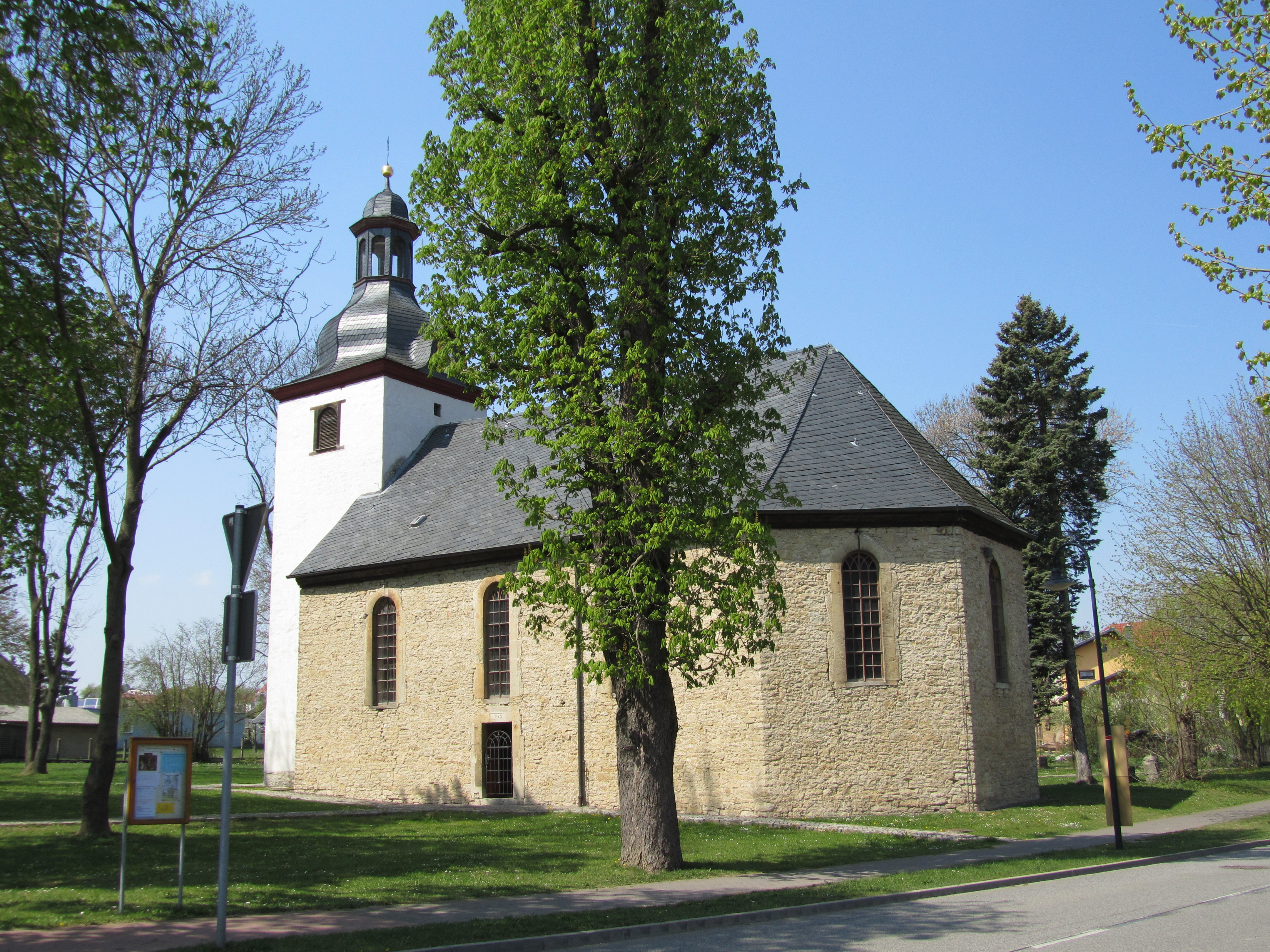
Die Kirche von Menteroda

Menteroda ist ein Ortsteil der Gemeinde Unstruttal im Unstrut-Hainich-Kreis in Thüringen.

## Geographie
Menteroda befindet sich südlich vom Dorf Keula an der Landesstraße 2093 und an der Nordabdachung des Waldgebietes Mühlhäuser Hardt.

## Geschichte
Der Ort gehörte ab 1545 zum sächsischen Amt Volkenroda, welches als Exklave seit 1645 zum Herzogtum Sachsen-Gotha, ab 1672 zum Herzogtum Sachsen-Gotha-Altenburg und seit 1826 zum Herzogtum Sachsen-Coburg und Gotha gehörte. 1920 kam der Ort zum Land Thüringen.
Am 1. August 1996 schlossen sich die zuvor selbstständigen Gemeinden Kleinkeula, Menteroda, Sollstedt und Urbach zur neuen Einheitsgemeinde Menteroda zusammen und lösten die Verwaltungsgemeinschaft Menteroda damit auf. Auf einer Fläche von 27,35 km² lebten zuletzt 1.863 Einwohner. (Stand: 31. Dezember 2021) Die vier Ortsteile der Gemeinde Menteroda waren Kleinkeula, Menteroda, Sollstedt und Urbach.
Menteroda wurde am 1. Januar 2023 in die Gemeinde Unstruttal eingegliedert.

### Kirche
- St. Michaelis (Menteroda)

### Bergbaugeschichte

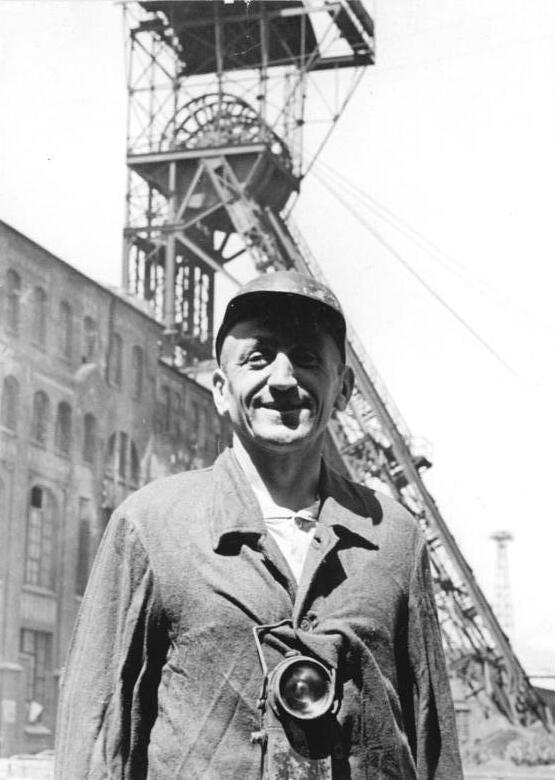
Bergmann im VEB Kaliwerk Volkenroda (1952)

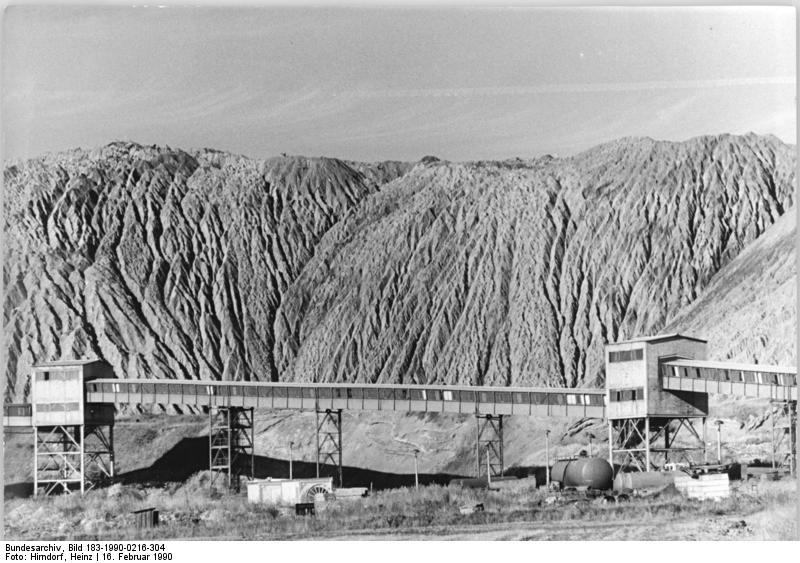
Menteroda, Abraumhalden des Kalibergbaus (1990)

Menteroda war von 1906 bis 1991 Sitz eines Bergbaubetriebes der Bergbauregion Südharz zur Gewinnung von Kalisalzen. Der Beginn des eigentlichen Kalibergbaus in der gothaischen Exklave Volkenroda fällt in die Zeit um 1900. Am 16. August 1905 genehmigte das Bergamt Ohrdruf die Erkundungsbohrungen der in Gründung befindlichen Gewerkschaft Volkenroda. Die als Aktiengesellschaft geplante Unternehmung sollte nur bei erfolgreicher Prospektion gebildet werden. Der aus Hannover stammende Bergrat Gustav Kost hatte gemeinsam mit dem Hamburger Industriellen Kommerzienrat Gustav Stähr und dem in Beienrode (Königslutter) lebenden Industriellen Gustav Starke auf der Grundlage der geologischen Gutachten einen Plan zur Gründung von Kalibergwerken entwickelt und mit dem Gothaer Bankier Albert Linz einen einflussreichen Befürworter und Finanzgeber gefunden. Am 19. Oktober 1905 wurde in der Flur Menteroda „Am Triftgraben“ mit Erkundungsbohrungen (Deutsche Tiefbohr AG Nordhausen) begonnen, ein weiterer Bohrturm stand an der Straße nach Holzthaleben. Am 4. Juli 1906 war eine Tiefe von etwa 1040 m erreicht und die sofort ausgewerteten Bohrkerne veranlassten Linz einen Bergbaubeamten aus Ohrdruf anzufordern, um in dessen Beisein gewonnene Proben für die amtliche Erlaubnis vorzulegen.
Schon am 28. August 1906 begann der Aufbau des Schachtes „Karl Eduard“ der Kaligewerkschaft Volkenroda, etwa 500 m vom Ortsrand Menteroda entfernt, der erste Schacht hatte einen Durchmesser von 5,5 m. Um die erforderlichen Arbeitskräfte und Grundstücke in kürzester Zeit zu erhalten, wurden den Bauern anstatt Bargeld Kleinaktien angeboten. Der Wert dieser Aktien sollte sich in kurzer Zeit vervielfachen.
Der Bau des ersten Schachtes verlief unter großen technischen Schwierigkeiten: Noch 1906 wurde die Schachttiefe 110 m erreicht, dann stoppte ein starker Wassereinbruch (350 l/min) die Arbeiten. 1907 wurde 423 m Tiefe erreicht. Ständig mussten neue wasserführende Schichten (bis 450 l/min) registriert und abgedichtet werden. Zum Abpumpen mussten Hochleistungspumpen (Duplexpumpen) beschafft werden. Ende 1908 war man (erst) in 808 m Tiefe angekommen. Das Kalisalz wurde Mitte Mai 1909 in einer Tiefe von 977,5 m angefahren, am 22. Mai 1909 war man auf die unterhalb des Kalisalzes folgende Gesteinsschicht in 1001 m Tiefe angekommen.
Bis zur Fertigstellung der Bergwerkseigenen Grubenbahn 1908 musste der Transport des Bergbaugeräts und der erforderlichen Baumaterialien mit Pferdewagen vom Güterverladegleis Holzthaleben bewältigt werden. Das 2,4 km lange Anschlussgleis an die Greußen-Ebeleben-Keulaer Eisenbahn wurde im Sommer 1908 fertiggestellt. Für viele Arbeiten wurden Schachtbauspezialisten aus dem Ruhrgebiet angeworben, die in einer Barackensiedlung am Ortsrand untergebracht waren. Während der Kriegsjahre 1917 und 1918 wurden Kriegsgefangene in den Salzbergwerken der Gewerkschaft eingesetzt. Nach dem Ersten Weltkrieg hatte der Kalibergbau seine erste Blüte, 1919 wurde das Menterodaer Abbaufeld mit dem zur Gewerkschaft gehörenden Schacht Pöthen I verbunden, später wurde auch Schacht Pöthen II angebunden. Diese beiden Pöthener Schächte waren 1910 und 1913 fertiggestellt worden, erreichten aber nie den vollen Abbaubetrieb.
Die Schachtanlagen wurden nach Betriebsstilllegung zum Teil abgerissen, die Schächte mit Bauschutt, Erden und Industrieabfällen verfüllt und die Abraumhalde weitgehend renaturiert. Am ehemaligen Schacht befindet sich nun ein Bergbaumuseum mit Schauanlage. Der Standort wurde zum Gewerbegebiet Menteroda entwickelt.

## Politik

### Ehemaliger Gemeinderat
Der Rat der Gemeinde Menteroda bestand seit dem Jahr 2019 aus 12 Ratsfrauen und Ratsherren. Er wurde alle fünf Jahre neu gewählt.
| Sitzverteilung des Gemeinderates 2019Insgesamt 12 Sitze - CDU: 3 - SPD: 1 - FWG: 8 |                                             |                                             |        |          |        |          |        |          |        |          |        |          |        |        |      |  |      |      |
| Parteien und Wählergemeinschaften                                                  | Parteien und Wählergemeinschaften           | 2019                                        | 2019   |          | 2014   | 2014     |        | 2009     | 2009   |          | 2004   | 2004     |        | 1999   | 1999 |  | 1994 | 1994 |
| Parteien und Wählergemeinschaften                                                  | Parteien und Wählergemeinschaften           | Anteil a                                    | Sitze  | Anteil a | Sitze  | Anteil a | Sitze  | Anteil a | Sitze  | Anteil a | Sitze  | Anteil a | Sitze  |        |      |  |      |      |
| Christlich Demokratische Union Deutschlands                                        | CDU                                         | 23,7                                        | 3      | 16,7     | 2      | —        | —      | 22,7     | 3      | 28,1     | 4      | 25,2     | 3      |        |      |  |      |      |
| Sozialdemokratische Partei Deutschlands                                            | SPD                                         | 10,3                                        | 1      | 13,4     | 2      | 24,7     | 4      | 24,4     | 3      | 31,4     | 4      | 49,4     | 7      |        |      |  |      |      |
| Freie Wählergemeinschaft Menteroda b                                               | FWG                                         | 66,0                                        | 8      | 69,9     | 10     | 57,8     | 8      | 42,5     | 6      | 18,4     | 3      | —        | —      |        |      |  |      |      |
| Wählergruppe Sport Urbach                                                          | WSU                                         | —                                           | —      | —        | —      | 17,5     | 2      | 10,4     | 2      | 6,1      | 1      | —        | —      |        |      |  |      |      |
| Partei des Demokratischen Sozialismus                                              | PDS                                         | —                                           | —      | —        | —      | —        | —      | —        | —      | 11,1     | 2      | 6,0      | 1      |        |      |  |      |      |
| Freie Demokratische Partei                                                         | FDP                                         | —                                           | —      | —        | —      | —        | —      | —        | —      | 4,9      | —      | 7,1      | 1      |        |      |  |      |      |
| Bürgergemeinschaft Menteroda                                                       | BG                                          | —                                           | —      | —        | —      | —        | —      | —        | —      | —        | —      | 12,3     | 2      |        |      |  |      |      |
| prozentualer Anteil ungültiger Stimmabgaben                                        | prozentualer Anteil ungültiger Stimmabgaben | prozentualer Anteil ungültiger Stimmabgaben | 4,0    |          | 4,6    |          | 7,6    |          | 4,1    |          | 2,2    |          | 3,7    |        |      |  |      |      |
| Sitze gesamt                                                                       | Sitze gesamt                                | Sitze gesamt                                | 12     | 12       | 14     | 14       | 14     | 14       | 14     | 14       | 14     | 14       | 14     | 14     |      |  |      |      |
| Wahlbeteiligung                                                                    | Wahlbeteiligung                             | Wahlbeteiligung                             | 67,0 % | 67,0 %   | 60,7 % | 60,7 %   | 63,7 % | 63,7 %   | 62,8 % | 62,8 %   | 66,7 % | 66,7 %   | 82,9 % | 82,9 % |      |  |      |      |

### Ehemaliger Bürgermeister
Der hauptamtliche Bürgermeister Martin Wacker wurde am 14. Januar 2007 gewählt. Zuletzt wurde er mit 96,6 % der Stimmen am 4. November 2018 wiedergewählt.

## Wirtschaft und Infrastruktur

### Wasser und Abwasser
Die Trinkwasserversorgung übernimmt für den Ortsteil Menteroda der Zweckverband Trinkwasserversorgung Mühlhausen und Unstruttal. Der Zweckverband Abwasserentsorgung Mühlhausen und Umland ist für die Abwasserbehandlung und -beseitigung für Menteroda zuständig.

## Söhne und Töchter des Ortes
- Hans Grodotzki (* 4. April 1936), Leichtathlet und Olympiamedaillengewinner

## Sonstiges
- Der Bergarbeitersohn Georg Kurzewsky wurde wegen seines dunkleren Teints vom Bürgermeister, der zugleich Standesbeamter war, während der Zeit des Nationalsozialismus zum „Zigeunermischling“ erklärt und daher zwangssterilisiert.[11]

- Als Zeugnisse eines oft derben Volkshumors bildeten sich bereits vor Jahrhunderten Besonderheiten des jeweiligen Dorfes  charakterisierende Neck- und Spitznamen heraus. Demnach lebten hier im Ort Menterodaer Kricken – von Krücke auch Besenbinder – Grund: Im Ort war das Stockmacher- und Besenbinderhandwerk verbreitet.[12]